# Danielle Allen

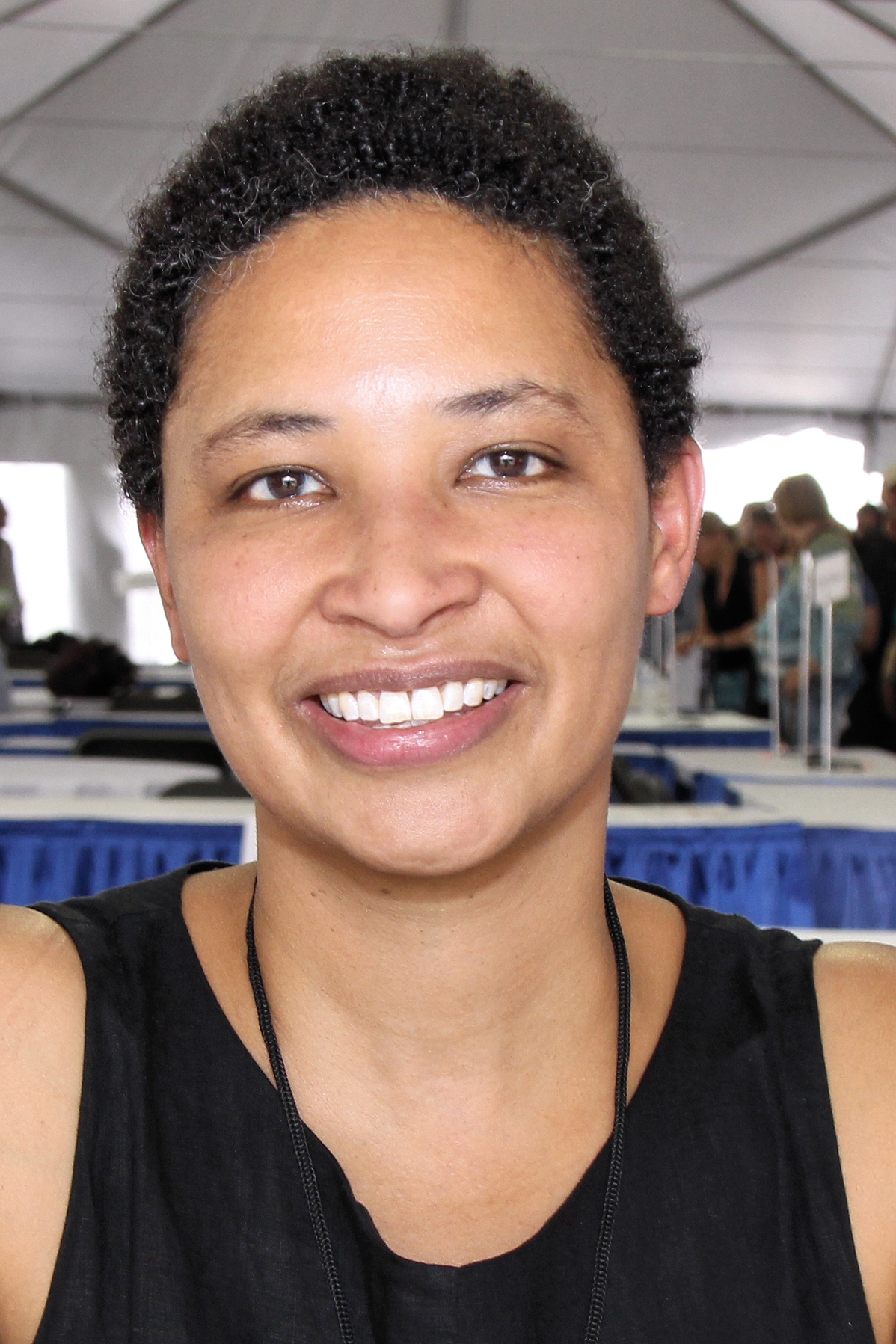
Danielle Allen (2017)

Danielle Susan Allen (* 3. November 1971 in Takoma Park) ist eine US-amerikanische Klassische Philologin und Politikwissenschaftlerin.

## Leben
Sie erwarb einen A.B. an der Princeton University in Classics 1993, einen MPhil am King’s College der University of Cambridge in Classics 1994, einen PhD am King’s College der University of Cambridge in Classics 1996, einen M. A. an der Harvard University in Government  1998 und einen Ph.D. an der Harvard University in Government 2001. Von 2003 bis 2007 war sie Professorin für Politikwissenschaft und Altphilologie an der University of Chicago. Von 2007 bis 2015 lehrt sie als UPS Foundation Professor an der School of Social Science am Institute for Advanced Study. Seit 2015 ist sie Professorin am Department of Government der Harvard University.
Sie ist die Tochter des Politikwissenschaftlers William B. Allen.
2013 gehörte Allen zur Jury des Pulitzer-Preises.

## Auszeichnungen (Auswahl)
- 2000 Order of Ontario
- 2002 MacArthur Fellowship[2]
- 2009 Mitglied der American Academy of Arts and Sciences[3]
- 2015 Francis Parkman Prize[4]
- 2017 Adorno-Vorlesung (Frankfurt)[5]
- 2020 Kluge-Preis

## Schriften (Auswahl)
- The World of Prometheus. The Politics of Punishing in Democratic Athens. Princeton 2000, ISBN 0-691-05869-5.
- Talking to Strangers. Anxieties of Citizenship Since Brown vs. the Board of Education. Chicago 2004, ISBN 0-226-01466-5.
- Why Plato Wrote. Malden 2010, ISBN 978-1-4443-3448-7.
- Our Declaration. A Reading of the Declaration of Independence in Defense of Equality. New York City 2014, ISBN 0-87140-690-X.
- Politische Gleichheit : Frankfurter Adorno-Vorlesungen 2017, Berlin : Suhrkamp 2020, ISBN 978-3-518-58751-5.
- Democracy in the Time of Coronavirus. University of Chicago Press, Chicago 2022, ISBN 978-0-226-81560-2.